# Ginette Pigeon
Ginette Yvonne Pigeon (* 5. September 1933 in Herblay, Val-d’Oise) ist eine französische Schauspielerin.

## Leben
Ginette Pigeon wurde 1933 (anderen Angaben zufolge 1936) in Herblay, in der Nähe von Paris, geboren. Nach dem Besuch der Oberschule (Enseignement secondaire) absolvierte sie eine Schauspielausbildung bei Maurice Escande, Béatrix Dussane und René Simon in Paris und spielte Theater. Unter anderem erschien sie in den Stücken La Feu sur la terre, Un inspecteur vous demande, Adorable Julia und George et Margaret. Daneben arbeitete Pigeon als Mannequin und erschien auf Titelblättern französischer Zeitschriften.
Ihr Filmdebüt gab Pigeon 1955 mit einer kleinen Rolle in Raymond Bernards frivoler Literaturverfilmung Nicht alle können Engel sein! mit Edwige Feuillère und Henri Guisol. Daraufhin folgten bis Mitte der 1960er Jahre Auftritte in 19 Spielfilmen zahlreicher Genres, in denen sie fast ausnahmslos mit Nebenrollen betraut wurde. Pigeon agierte unter anderem unter der Regie von Jean Boyer (Der Modekönig, 1956), Yves Robert (Gezeichnet: Arsène Lupin, 1959), Édouard Molinaro (Der Mörder kam um Mitternacht, 1959), László Benedek (Recours en grâce, 1960), Henri Decoin (Die Katze zeigt die Krallen, 1960) und Robert Lamoureux (La Brune que voilà, 1960). Auch übernahm sie mehrere Rollen im ausländischen Kino, darunter der preisgekrönte tschechoslowakische Film Großvater Automobil (1957) von Alfréd Radok sowie mehrere deutsche Produktionen. Géza von Radványi setzte Pigeon nach Mädchen ohne Grenzen (1955) als französisch-deutsche Internatsschülerin und Vertraute von Romy Schneider, Edelgard von Kleist (Yvette), in dem Jugenddrama Mädchen in Uniform (1958) in Szene. Auch arbeitete er in dem deutsch-französischen Gangsterfilm Ihr Verbrechen war Liebe (1959) mit der blonden Schauspielerin.
Nach einer kleinen Rolle in Jacques R. Villas Jugend-Thriller Die kleinen Katzen (1965) mit der jungen Catherine Deneuve verfolgte Pigeon ihre Filmkarriere nicht weiter und erschien nur noch einmal 1974 in dem Spielfilm Q von Jean-François Davy.

## Filmografie
- 1955: Nicht alle können Engel sein! (Les Fruits de l’été)
- 1955: On déménage le colonel
- 1955: Mädchen ohne Grenzen
- 1956: Der Modekönig (Le Couturier de ces dames)
- 1956: Ce soir les jupons volent
- 1957: Guten Tag, Herr Doktor! (Bonjour Toubib)
- 1957: Großvater Automobil (Dědeček automobil)
- 1957: Les Fiancés du paradis
- 1957: Vacances explosives!
- 1958: Hoppla, jetzt kommt Eddie
- 1958: Mädchen in Uniform
- 1959: Ihr Verbrechen war Liebe (Douze heures d’horloge)
- 1959: Der Mörder kam um Mitternacht (Un témoin dans la ville)
- 1959: Gezeichnet: Arsène Lupin (Signé Arsène Lupin)
- 1960: Die Katze zeigt die Krallen (La Chatte sort ses griffes)
- 1960: Recours en grâce
- 1960: La Brune que voilà
- 1963: Merci Natercia!
- 1965: Die kleinen Katzen (Les Petits Chats)
- 1965: Le Petit Monstre
- 1974: Q